# Cedillo del Condado
Cedillo del Condado település Spanyolországban, Toledo tartományban. Cedillo del Condado Palomeque, El Viso de San Juan, Illescas, Yuncos, Yuncler, Villaluenga de la Sagra, Recas és Lominchar községekkel határos. Lakosainak száma 4337 fő (2024).

## Népesség
A település népessége az utóbbi években az alábbiak szerint változott:
| Lakosok száma | 1568 | 1950 | 2350 | 2827 | 3426 | 3654 | 3727 | 3762 | 4101 | 4337 |
|               | 2001 | 2004 | 2007 | 2009 | 2012 | 2014 | 2017 | 2019 | 2022 | 2024 |